# Jerzy Dąbrowski (podpułkownik)

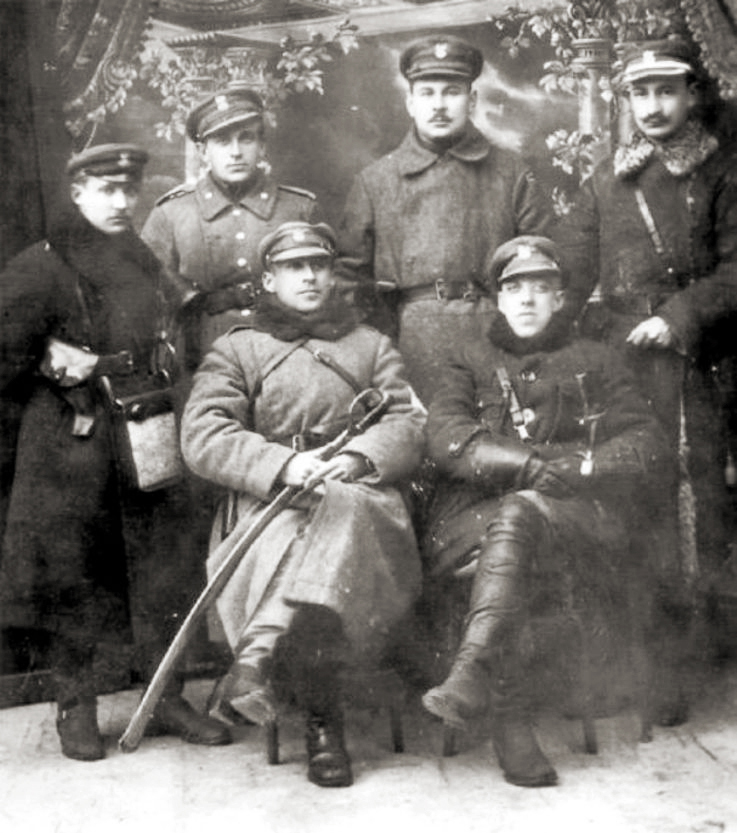
Dowództwo ochotniczego oddziału braci Dąbrowskich – luty 1919 rok. Siedzą od lewej: Władysław i Jerzy

Jerzy Dąbrowski, Dąmbrowski, Dombrowski h. Junosza, ps. „Łupaszka” (ur. 29 kwietnia 1889 w Suwałkach, zm. 17 grudnia 1940 w Mińsku) – podpułkownik kawalerii Wojska Polskiego, „zagończyk”.

## Życiorys
Syn Adolfa, rosyjskiego generała-majora kawalerii, i Leontyny z Kozłowskich. Był starszym bratem Władysława Dąbrowskiego (1891–1927), także „zagończyka” i majora kawalerii Wojska Polskiego.
Ukończył szkołę realną w Wyborgu, gdzie zdał maturę. Następnie studiował w Instytucie Mierniczym w Moskwie. W 1910 odbył obowiązkową służbę wojskową. Po wybuchu I wojny światowej został powołany do armii rosyjskiej. We wrześniu 1914 roku, za odwagę w walkach, mianowany został chorążym, a w październiku tego roku – podporucznikiem. Służył na froncie w kawalerii jako rotmistrz i dowódca szwadronu, a następnie przeniósł się do lotnictwa wojskowego, gdzie pełnił funkcję dowódcy eskadry. Po rewolucji lutowej w 1917 przeszedł do Naczpola w Sankt Petersburgu. Po demobilizacji przybył do majątku Podolszczyzna, w powiecie dziśnieńskim, w którym mieszkał do jesieni tegoż roku.
W październiku 1918 razem z Władysławem wstąpił do Samoobrony Wileńskiej, broniącej Wileńszczyzny przed bolszewikami. Zorganizował ochotniczy szwadron kawalerii, który z czasem przemienił się w Pułk Ułanów Wileńskich. Obaj bracia dowodzili tą formacją wojskową. W pierwszych dniach stycznia 1919 wziął udział w zaciekłych walkach obronnych na Antokolu przeciwko atakującym wojskom bolszewickim. Wobec przygniatającej przewagi bolszewików, 5 stycznia wycofał się wraz z pozostałymi oddziałami Samoobrony z miasta. Następnego dnia wraz z bratem sformował w Białej Wace pod Wilnem oddział partyzancki pod nazwą Wileński Oddział Wojsk Polskich. Dowódcą oddziału został jego brat, a Jerzy Dąbrowski pełnił w nim funkcję zastępcy dowódcy i komendanta 1 pułku ułanów. Po przejęciu kasy byłej Samoobrony, w sumie ok. 140 tys. marek, bracia Dąbrowscy na czele dwóch szwadronów kawalerii i batalionu piechoty (ok. 700 ludzi), wyruszyli przez Ejszyszki w stronę Grodna. Oddział ten prowadził wojnę partyzancką przeciw bolszewikom na terenach Grodzieńszczyzny, Wileńszczyzny i Polesia. Walczył m.in. pod Różaną, zdobył Prużanę, fortecę Brześć Litewski, następnie zawrócił, dotarł do Pińska, zdobył Baranowicze i przeszedł koło Nieświeża. Mimo małych sił poruszał się swobodnie po terenie okupowanym przez wojska bolszewickie, budząc wśród nich postrach. W kawalerii ówczesnego podrotmistrza Jerzego Dąbrowskiego walczyło wiele później znanych osobistości międzywojennej Polski, m.in. Stanisław Cat-Mackiewicz i jego młodszy brat Józef Mackiewicz, hrabia Eustachy Sapieha, książę Włodzimierz Czetwertyński, hrabia Jan Tyszkiewicz, Jan Kalenkiewicz, ojciec Macieja oraz Konstanty Drucki-Lubecki potomek starego rodu książęcego i dowódca Wileńskiej Brygady Kawalerii w 1939 r. W oddziale tym rozpoczął służbę wojskową młody Witold Pilecki. Po włączeniu partyzanckiego oddziału braci Dąbrowskich w skład grupy wojsk gen. Antoniego Listowskiego, oddział przemianowano na grupę operacyjną. Jerzy Dąbrowski ponownie został zastępcą swojego brata. Podrotmistrzowi Jerzemu Dąbrowskiemu stopień rotmistrza zatwierdzono 24 kwietnia 1919 r. W czerwcu tego roku, podczas odpoczynku i reorganizacji w Lidzie, oddział Dąbrowskich stał się jednostką regularną WP – z kawalerii utworzono 13 pułk ułanów Wileńskich, natomiast piechota dała początek Lidzkiemu Pułkowi Strzelców (późniejszy 76 pułk piechoty). Jerzy Dąbrowski został zastępcą dowódcy 13 puł., w którym dowódcą był brat Władysław.
Podczas ofensywy bolszewickiej, latem 1920 bracia Dąbrowscy sformowali 211 pułk ułanów. Dowódcą pułku został mjr Władysław Dąbrowski, a rtm. Jerzy Dąbrowski jego zastępcą. Pułk ten 15 października 1920 wszedł w skład Wojska Litwy Środkowej i brał udział w walkach z Litwinami pod Rykontami, Rudziszkami, Lejpunami, Mejszagołą, Szyrwintami.
Po zakończeniu działań wojennych pełnił służbę w 9 pułku strzelców konnych we Włodawie, a później w 3 pułku strzelców konnych w Wołkowysku
. 3 maja 1922 roku został zweryfikowany w stopniu rotmistrza ze starszeństwem z dniem 1 czerwca 1919 roku i 213. lokatą w korpusie oficerów jazdy (od 1924 roku - kawalerii). Z dniem 4 października 1924 roku został przeniesiony do Korpusu Ochrony Pogranicza na stanowisko dowódcy 6 szwadronu kawalerii. 18 lutego 1928 roku awansował na majora ze starszeństwem z dniem 1 stycznia 1928 roku i 14. lokatą w korpusie oficerów zawodowych kawalerii. 28 stycznia 1931 roku został przeniesiony z KOP do 4 pułku ułanów Zaniemeńskich w Wilnie na stanowisko zastępcy dowódcy pułku. 14 grudnia 1931 roku awansował do stopnia podpułkownika ze starszeństwem z dniem 1 stycznia 1932 roku i 5 lokatą w korpusie oficerów zawodowych kawalerii. 28 czerwca 1931 roku został przeniesiony na stanowisko rejonowego inspektora koni w Wilnie.
W ramach osadnictwa wojskowego kupił działkę w dzisneńskim, którą sprzedał i kupił liczący kilkadziesiąt hektarów folwark Mazuryszki, w ówczesnej parafii Suderwie pod Wilnem. Tutaj wraz z rodziną, głównie latem, mieszkał i prowadził gospodarstwo.
Podczas kampanii wrześniowej objął dowództwo 110 rezerwowego pułku ułanów, który 14 września wszedł w skład Brygady Rezerwowej Kawalerii „Wołkowysk”. Jego zastępcą był mjr Henryk Dobrzański, późniejszy „Hubal”. Pułk początkowo działał na przedpolu Wołkowyska, a następnie przez Piaski – Mosty – Ejsmonty udał się w kierunku Wilna. Po otrzymaniu fałszywej informacji o kapitulacji miasta przed Armią Czerwoną, skierował się na Grodno. Szedł wówczas w straży przedniej Brygady i realizował zadanie tłumienia komunistycznej dywersji w okolicznych miasteczkach i wsiach. W rejonie Grodna ppłk J. Dąbrowski podjął decyzję (przez część badaczy uważaną za samowolną) odłączenia się od reszty Brygady. W nocy z 20 na 21 września pułk przeprawił się na zachodni brzeg Niemna i skierował do Puszczy Augustowskiej, gdzie toczył walki z wojskami sowieckimi w rejonie Krasnego Boru i pod Dolistowem Starym nad Biebrzą, w czasie których poniósł znaczne straty. W tym czasie ppłk Dąbrowski postanowił iść na pomoc oblężonej Warszawie. Część oficerów zdecydowała udać się na Litwę lub powrócić do domów, na co dostali zgodę ppłk. J. Dąbrowskiego. Pułkowi w nocy z 24 na 25 września udało się oderwać od nieprzyjaciela. Skierował się na południe na Łomżę, gdzie odebrano wiadomość, że Warszawa kapituluje. O świcie 28 września w rejonie Janowa koło Kolna chory ppłk Dąbrowski rozwiązał resztki swojego pułku (ok. 100 ludzi), przy czym część oficerów i żołnierzy pod dowództwem mjr. Henryka Dobrzańskiego kontynuowała marsz na Warszawę, zaś sam chory ppłk Dąbrowski na początku października przedostał się na Litwę, gdzie na dwa tygodnie trafił do szpitala, a potem był internowany w VI forcie. Po okupacji Litwy przez ZSRR został aresztowany przez NKWD. Z powodu jego zasług w walkach z bolszewikami w latach 1919–1920, został skazany na karę śmierci i stracony w więzieniu w Mińsku w nocy z 16 na 17 grudnia 1940, po straszliwych torturach. Według innego źródła zmarł w więzieniu w Mińsku w styczniu 1941.

## Ordery i odznaczenia
- Krzyż Komandorski Orderu Odrodzenia Polski (pośmiertnie, 2023)[16]
- Krzyż Srebrny Orderu Wojskowego Virtuti Militari nr 5379 (8 kwietnia 1922)[17]
- Krzyż Walecznych (czterokrotnie, po raz pierwszy w 1921)[18]
- Złoty Krzyż Zasługi (14 września 1929)[19]
- Krzyż Zasługi Wojsk Litwy Środkowej[20]

## Upamiętnienie

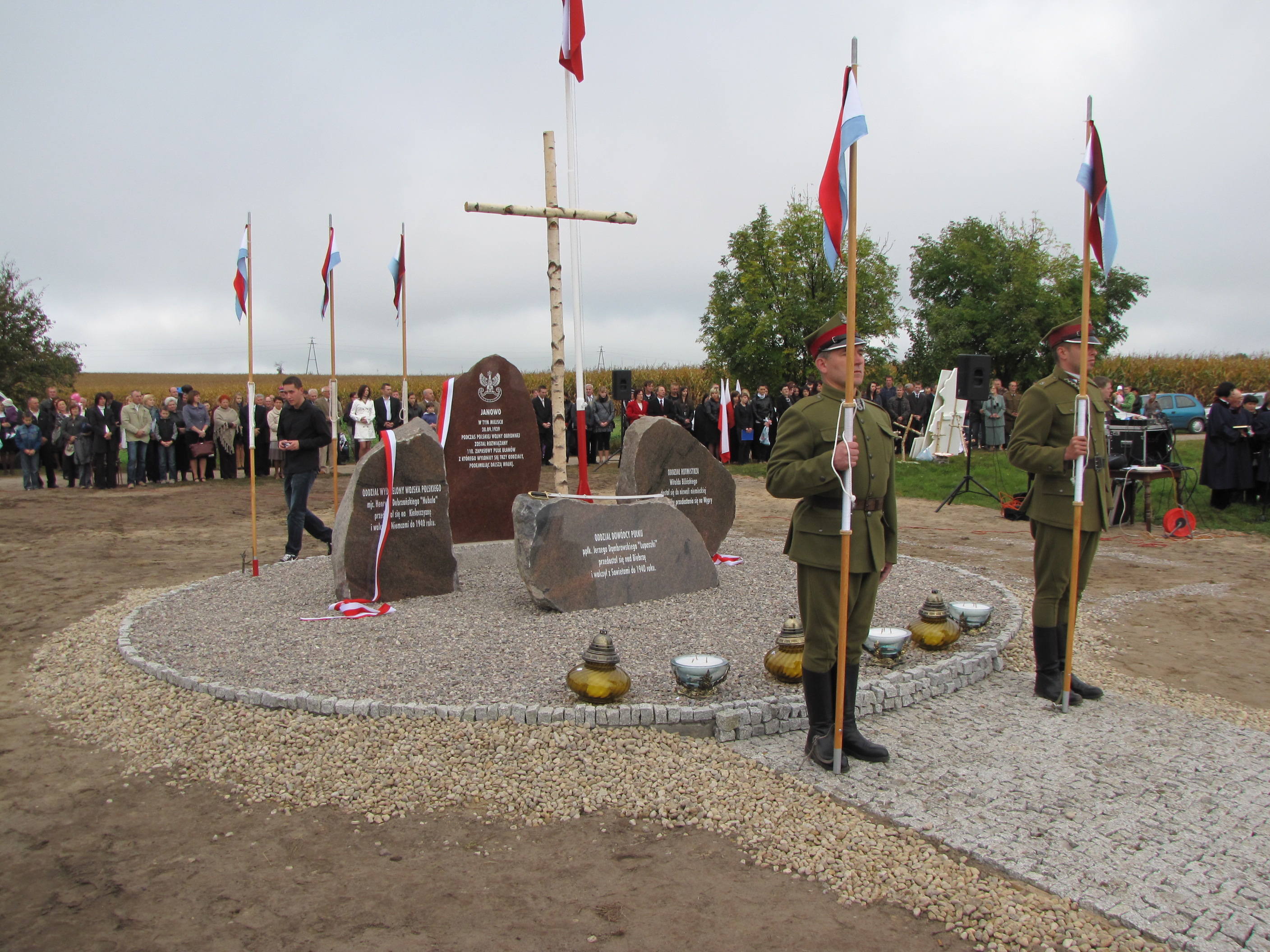
Pomnik poświęcony 110 Rezerwowemu Pułkowi Ułanów w Janowie gm. Kolno

- W 2009 Instytut Pamięci Narodowej wydał komiks autorstwa Krzysztofa Wyrzykowskiego i Sławomira Zajączkowskiego poświęcony Jerzemu Dąbowskiemu pt. „Łupaszka 1939”. W wydawnictwie umieszczono również jego rys biograficzny oraz omówienie tła historycznego[21] .
- Pomnik poświęcony 110 Rezerwowemu Pułkowi Ułanów we wsi Janowo koło Kolna. Pomnik stoi we wsi, w której w ppłk J. Dąbrowski 28 września 1939 r. podjął decyzję o rozwiązaniu pułku. Składają się na niego cztery granitowe kamienie, z których jeden symbolizuje pułk, a pozostałe trzy dowódców oraz ich oddziały, które wyłoniły się z rozwiązanej jednostki.